# Krikett
A krikett egy labdával és ütővel játszott csapatjáték, a világ egyik legnézettebb sportága. Elsősorban a Brit Nemzetközösség országaiban népszerű, de ma már a világ számos más országában is játsszák. Nevezetes összetett szabályairól és a sportszerű játék kiemelt szerepéről.
Lényege, hogy a labdát dobó játékos megpróbál eltalálni egy kapunak nevezett kis építményt, amit azonban az ellenfél ütőjátékosa véd. Az ütő igyekszik minél messzebbre elütni a labdát, hogy ennek segítségével csapata pontokat szerezhessen. Mind a dobásnak, mind az ütésnek sokféle technikája van, és a pályán elhelyezkedő mezőnyjátékosok is különféle taktikákhoz igazodnak, így a játék igen összetett. A krikett hagyományos magyarországi rokona a méta.
A krikettnek többféle játékformátuma van. A hagyományos formában egy mérkőzés akár 5 napig is eltarthat, de ma már vannak korlátozott dobásszámú, egy nap alatt garantáltan befejeződő formátumok is, amikor 50-50 játszmát játszanak a csapatok, míg a 2000-es években bevezetett, egyre népszerűbb Húsz20 (Twenty20) formátumban 20-20 játszmát. Utóbbiban a mérkőzés körülbelül 3 óra hosszúságú, de létezik még rövidebb, félidőnként 100 dobásból álló (Hundred), illetve 10-10 játszmás formája (Tíz10, Ten10) is a krikettnek.
A krikett először 1900-ban szerepelt az olimpián, legközelebb pedig a 2028-as Los Angeles-i olimpián fog megjelenni.

## A krikett története
Az 1200-as évektől formálódtak a Brit-szigeteken kislabdás játékok, úgymint a rounders, a cats and dogs, a krikett és a stollball. A krikett játék neve a pásztorok kampós botjától származhat, amit akkoriban „cricce”-nek (ejtsd: krikii) neveztek, ám a „chirchyard”, azaz templomkert is szóba jöhet.
A korai ütők inkább bunkók és botok voltak, ám a célszerűség miatt a 18. századra alakultak át egy súlyos, kiegyenesített hokiütővé, mellyel az alulról dobott labdát nagy svunggal lehet megütni. A jelenleg szabványos ütőt 1853 óta használják.
Labdának eleinte köveket használtak, de a sérülések elkerülése végett hamar más megoldásokat kerestek. Napjainkban a vörös, két félből fűzött bőrrel bevont parafagolyó a legelterjedtebb, de a profi, sötétségbe nyúló versenyeken a jobb láthatóság érdekében fehér vagy bíbor labdát is használnak. A kapu jelenleg három karó, felül két kis pálcával, ami ha leesik, akkor az ütősnek távoznia kell. A 18. század második feléig két tartókarót használtak, de játszották néggyel is.[forrás?]

### Kronológia

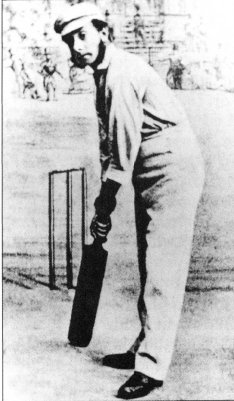
Ütőjátékos, a napjainkban is használt ütővel

- 1240 előtti pápai dekrétum egy illusztrációja a krikett első megjelenítése.
- Az 1300-as évekből származik az első hivatkozás a krikettre, miszerint Edward herceg és barátja, Piers Gaveston ilyet játszott.
- Az 1600-as évek elején a fiatal Oliver Cromwell, későbbi hadvezér és államfő is krikettezett (Sir William Dugdale említi).
- 1646-ban játszották az első feljegyzett mérkőzést a Kent megyei Coxheath-ben.
- 1706-ban latin nyelvű költemény született egy vidéki krikettmeccsről.[3]
- 1709. június 29-én tartották az első megyék közti meccset, Kent és Surrey megye között a Dartford Brentben.
- 1744-ben adták ki a „Code of 1744”-t, az első hivatalos szabálygyűjteményt, melyet azóta kb. 10-szer változtattak.
- 1787-ben alakult meg a Marylebone Cricket Club (MCC), amely jelenleg is birtokolja a krikettszabályzat kiadási jogát.
- 1831-ben krikettklub alakult Buenos Airesben.
- 1838-ban megalakult a Melbourne Cricket Club Ausztráliában.
- 1857-ben Roger Fenton készítette a krikettről a legkorábbi ismert fotót, a Királyi Tüzérség összecsapásán Hunsdonburyben.
- Bár az eredeti tervek szerint már az 1896-os olimpián is szerepelt volna a krikett, végül kimaradt a programból. Az 1900-as párizsi olimpián viszont már volt egy krikettmérkőzés, ami egyben az utolsó is volt az olimpiák történetében.[4]
- 1971-ben játszották le az első egynapos nemzetközi formátumú mérkőzést.[5]
- 1973-ban rendezték meg az első női, két évvel később pedig az első férfi krikett-világbajnokságot.[6]
- 1981-ben történt az azóta is évtizedekig emlegetett ausztrál–új-zélandi krikettincidens
- 2003-ban megjelent a Húsz20 mérkőzésformátum.[7]

## A krikett szabályai és a játék menete

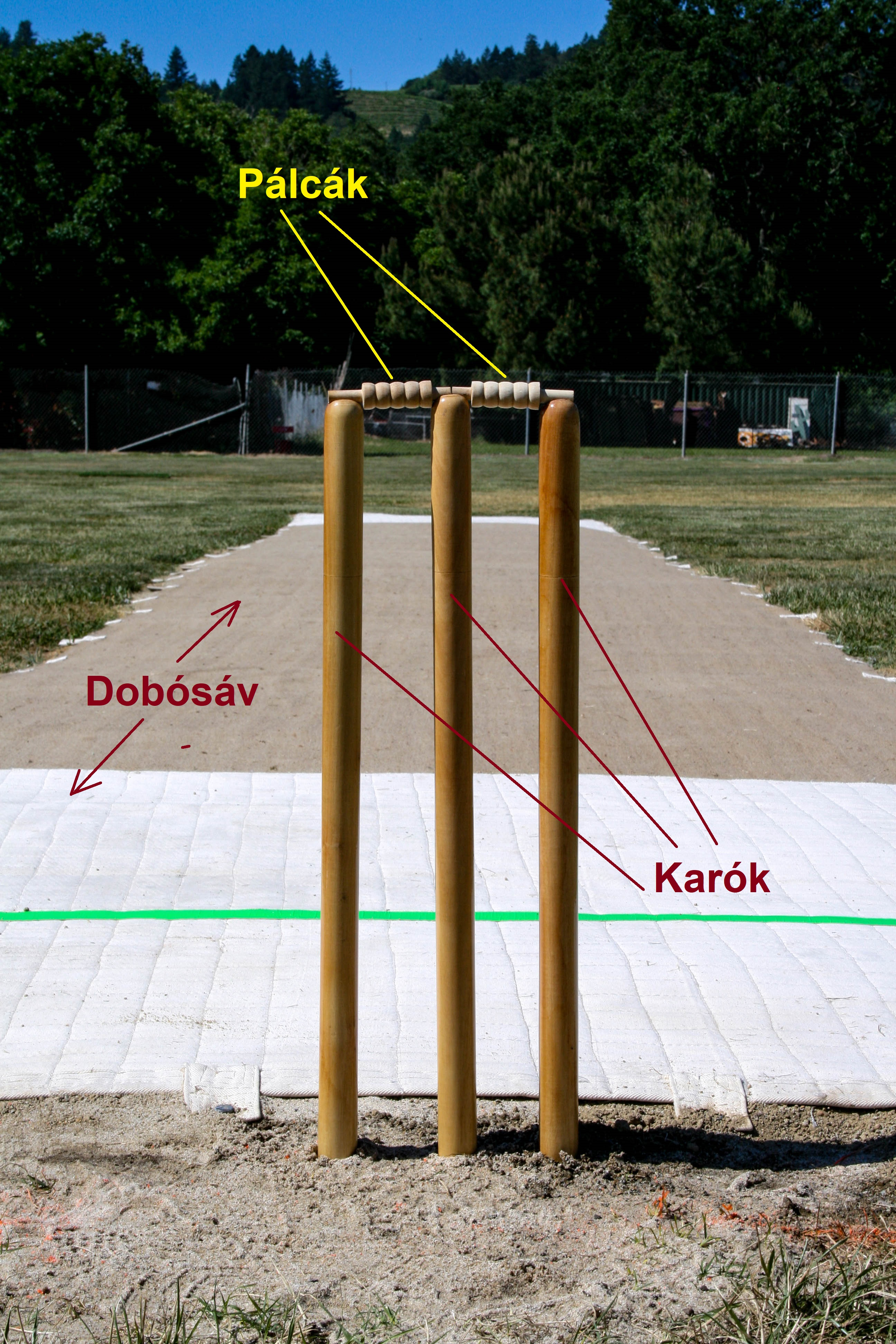
A könnyen széteső krikettkapu, háttérben a dobósávval

A krikett szabályait hagyományosan törvényeknek nevezik. Az évszázadok során ezek a törvények sokat változtak, ma 42 van belőlük. Ebben a szócikkben csak a legfontosabbak vannak összefoglalva, a teljes magyar nyelvű szabályzat a szócikk végén, a További információk szakaszban elérhető.

### A pálya
A krikettpálya ovális alakú, fűvel borított, nagy méretű pálya, amelynek pontos mérete nincs meghatározva, átmérője általában 100–150 méter között van. Közepén egy keményebb talajú, téglalap alakú rész található, a dobósáv. Ennek hossza 20,12, szélessége 3,05 méter. Ennek végein áll a két kapu, amelyek három függőleges karóból állnak, amelyek tetejére két vízszintes pálcát helyeznek. Ezek a pálcák nincsenek erősen rögzítve a karókhoz, azért, hogy könnyen le tudjanak róla esni. A kapuk magassága 71,1 cm, szélességük 22,86 cm.

### A csapatok
Két csapat játssza csapatonként 11 játékossal. Egyszerre 11 mezőnyjátékos (más néven pályaszéli játékosok vagy védők) és 2 ütős van a pályán. Az ütősök a kapuknál állnak, a mezőnyjátékosok elosztva a pályán, hogy az elütött labdát minél jobban elkaphassák. Ők körülbelül 26 nevezett helyet foglalhatnak el – ez a taktikától függ. A dobó és a fogadó (aktív) ütős ellentétes kapuknál vannak. A mérkőzés elején pénzfeldobással döntik el, hogy melyik csapat kapitánya választhatja meg, hogy dobó vagy ütő csapatként szeretnének kezdeni.
A pályán két bíró tartózkodik a kapuk közelében: a játékvezetők könnyen megkülönböztethetők jellegzetes kalapjuk miatt. Professzionális szinten, például tesztmérkőzéseken egy harmadik játékvezető is van a pályán kívül, aki a vitatott eseteket videófelvételek elemzésével ítéli meg.

### Az eszközök
Szükséges két krikettütő, melyek legfeljebb 96,52 cm hosszúak és 10,8 cm szélesek lehetnek. Nagyjából egyharmadukat a nyelük teszi ki.

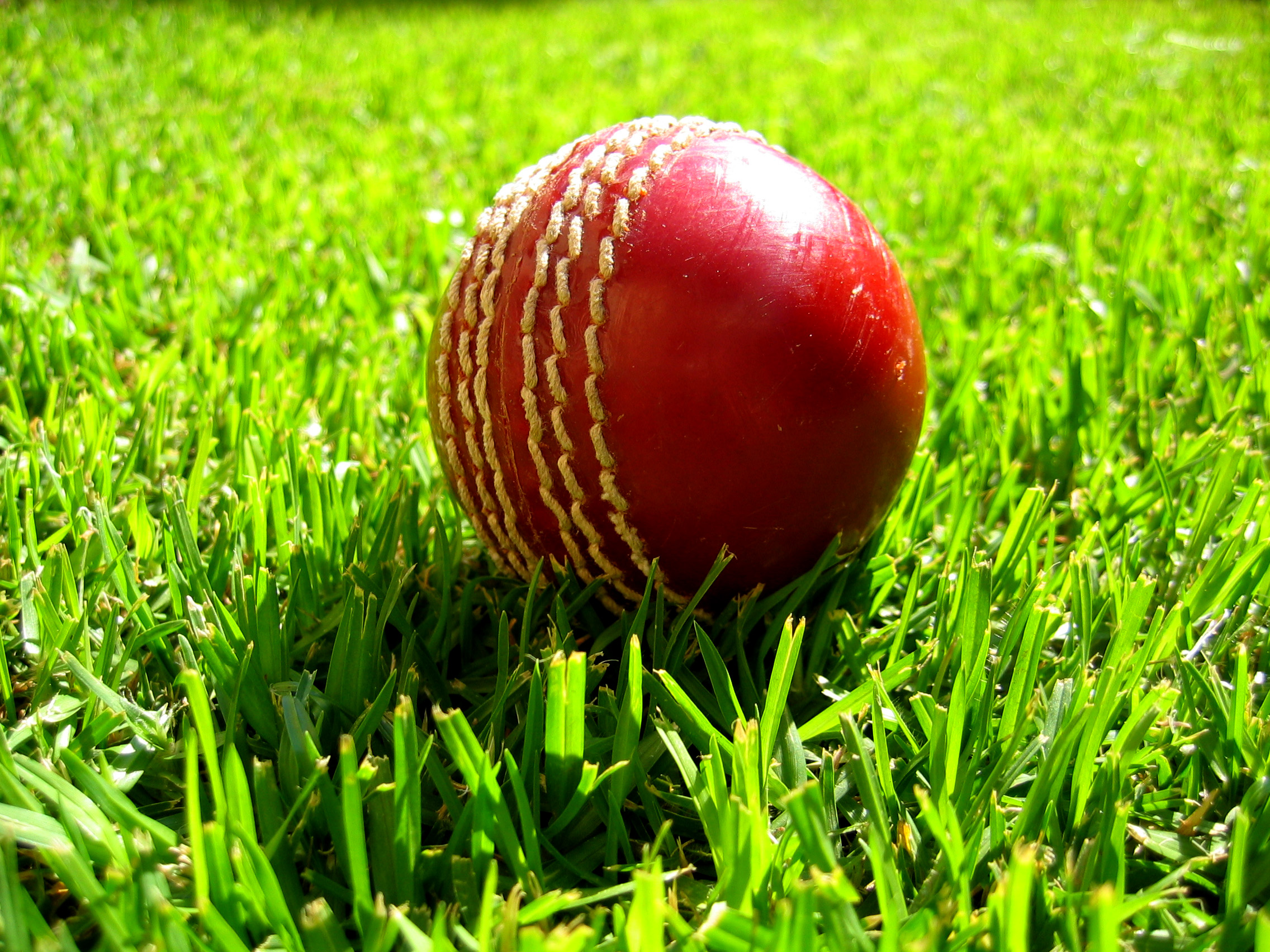
Hagyományos krikettlabda

A krikettlabda tömege körülbelül 160 g, átmérője nagyjából 7,2 cm. Tömör, kemény labda: belsejében parafa van, külseje bőr. Színe lehet piros, vagy az éjszakába nyúló meccseken gyakran fehér, zöld varrással. Újabban bíbor színűt is használnak. Amatőr szinten a teniszlabda is megfelelő, bár ennek tömege jóval kisebb, mint az igazi krikettlabdáé, és nincs rajta körbefutó olyan varrat sem, amit egyes dobásfajtáknál ki lehetne használni.
A nagy dobósebesség miatt az ütőjátékosok, valamint a célba vett kapu mögött álló kapus számára védőfelszerelések (sisak, kesztyű, lábszárvédő) szükségesek. Sisakot a többi mezőnyjátékos is viselhet (bár ritkán szoktak), kesztyűt nem.

### A játék menete
Egy mérkőzésen először az egyik csapat dob, a másik üt. Ha a dobó csapatnak sikerül kiejtenie az ellenfél ütőjátékosát (ennek módjait lásd később), akkor új ütőjátékos jön, és ha az ellenfél tíz ütője már sorra került és kiesett, akkor cserélnek a csapatok. Az úgynevezett A-listás és a Húsz20-as krikettben azonban korlátozva van a labdák száma: egy csapatnak utóbbiban legfejlebb 120 érvényes dobása lehet, előbbi különböző változataiban pedig 240–360. Ezekben a változatokban egy teljes mérkőzés két játékrészből áll: az elsőben az egyik csapat dob, a másodikban a másik, viszont az úgynevezett teszt és első osztályú krikettben négy játékrész van, így minden csapat kétszer dob és kétszer üt. Ekkor a csapatokra általában felváltva kerül sor, kivéve, ha az első két játékrész után az elsőként ütő csapat már legalább 200 ponttal vezet: ekkor ugyanis a vezető csapatnak lehetősége van úgynevezett továbbjátszást kérni, ami azt jelenti, hogy a harmadik játékrészben ismét ellenfele kerül sorra ütésben.
Pontokat (más néven „futásokat”) mindig az ütős csapat gyűjthet (nagyon ritkán adnak olyan büntetőpontokat is, amelyek által a másik csapat gazdagodik), a játékot végül az nyeri meg, aki több pontot (futást) szerzett. Ha az utolsónak ütő csapat meghaladja a másik csapat által korábban elért pontszámot, akkor már biztos a győzelmük, így a mérkőzésnek mindenképpen vége szakad.

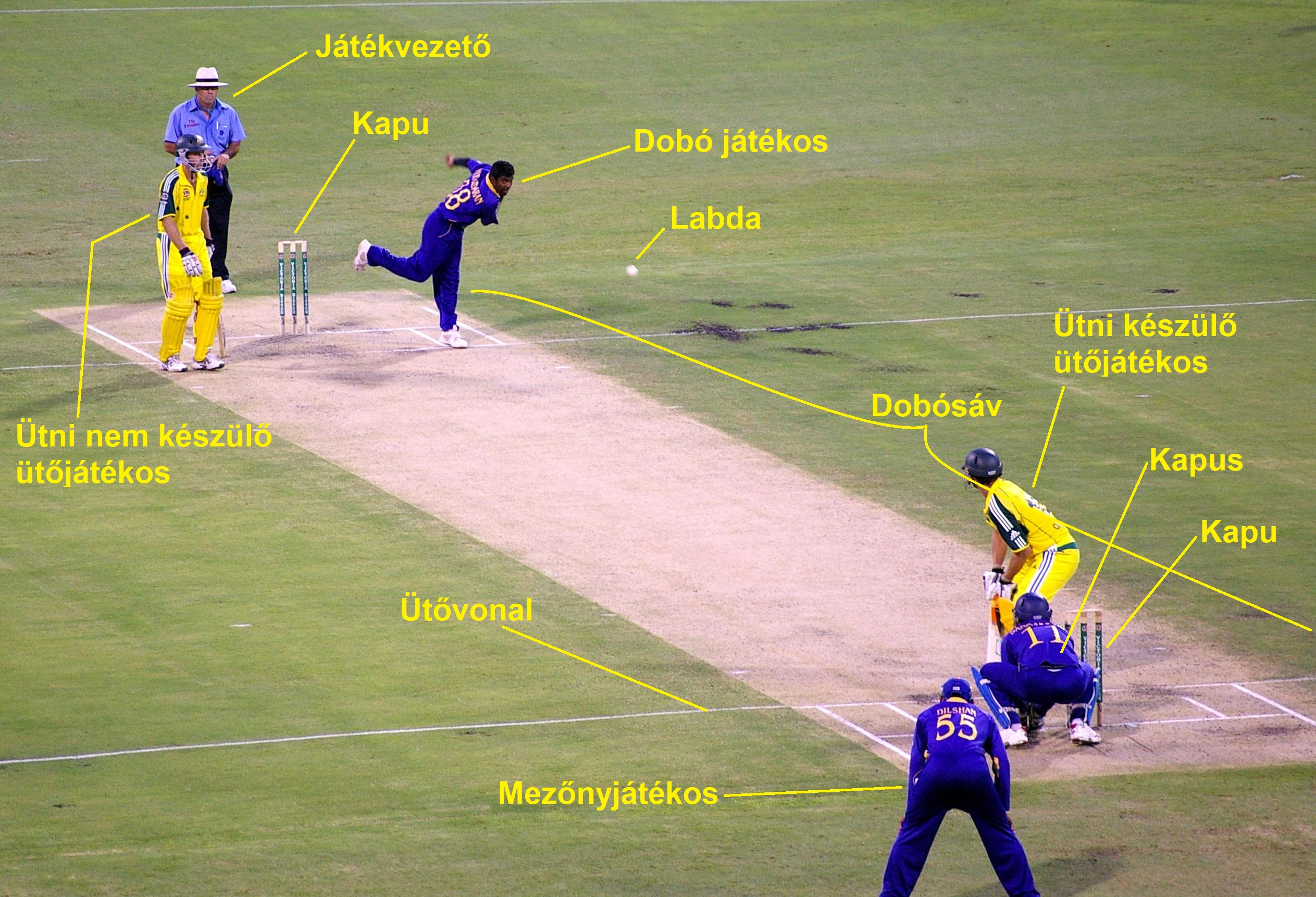
Kép a dobás pillanata után

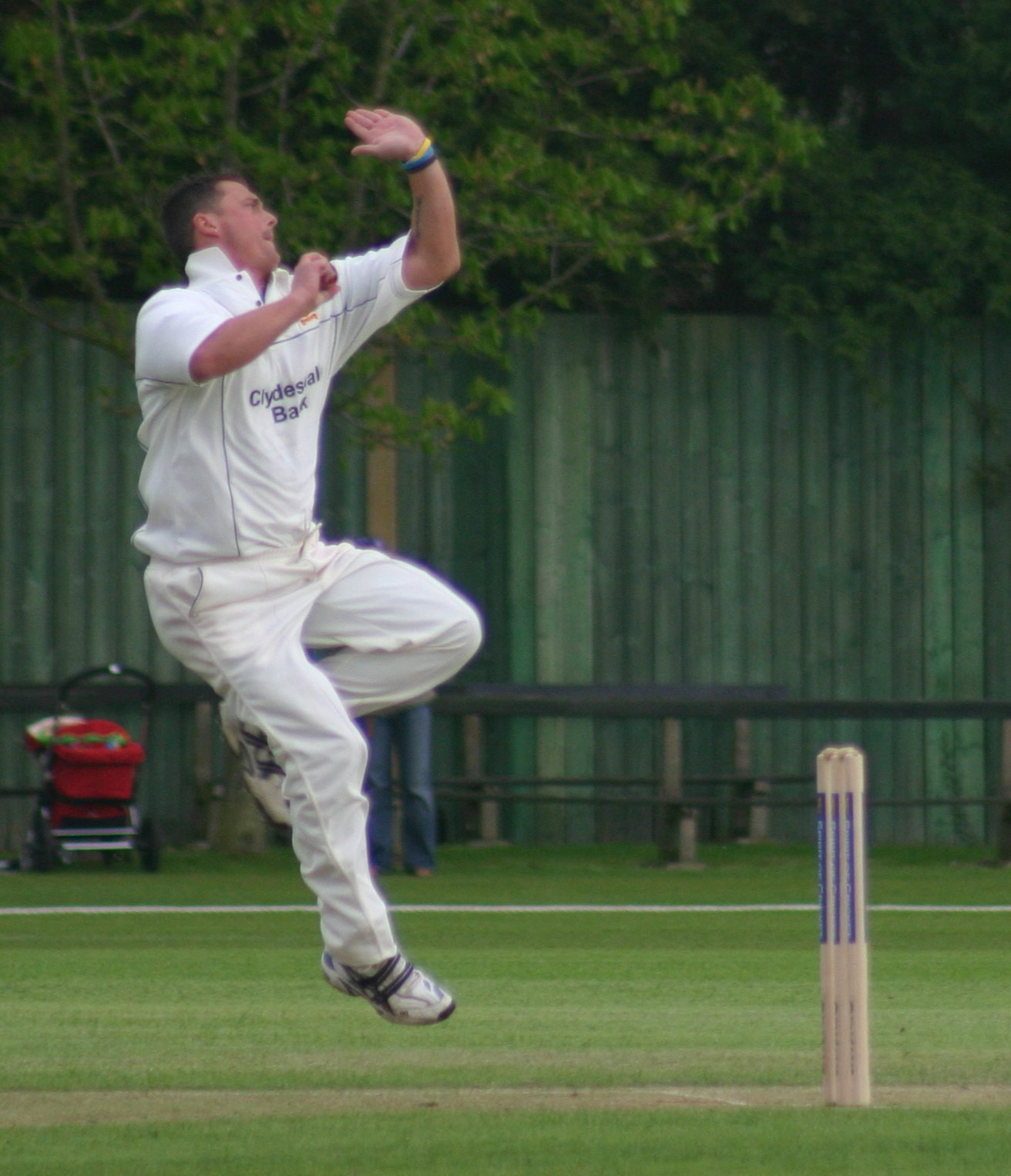
Egy profi dobó hatalmas sebességgel képes a labdát elhajítani

A dobó csapatnak mind a 11 játékosa a pályán tartózkodik (a mezőnyjátékosok, azaz a pályaszéliek nagy területen elszóródva), az ütő csapatból azonban egyszerre csak kettő. A dobó a labdát az egyik kaputól a másik kaput célozva dobja el, a megcélzott kapu előtt a másik csapat ütőjátékosa áll, mögötte pedig a dobó csapat kapusa (aki, más sportokkal ellentétben nem védi, hanem támadja a kaput, ha van rá lehetősége). A dobásnak nyújtott karral kell történnie, de tilos úgy végezni a karlendítés felső szakaszát, hogy a könyökízület éppen eközben nyúljon ki. A dobás szinte mindig nekifutásból történik, a labdát gyakran a földre pattintják, de az nem pattanhat egynél többet. Egy játékosnak 6 dobása van, ekkor újabb játékos jön, 6 érvényes dobás egy játszma. Az újabb dobónak másik kapura kell dobnia, a mezőnyjátékosok az új iránynak megfelelően a másik oldalra állnak. Ha a dobó elérhetetlenül oldalra vagy az ütő feje fölé dob, akkor büntetésül pontot kapnak az ütősök, ráadásul a rontottak nem számítanak bele a hat dobásba. Vannak lassú dobók, akik csavart labdát dobnak 40–80 km/h közötti sebességgel. Vannak közepes gyorsaságú (80–120 km/h) dobók, akik már csak kicsit csavarnak, és gyors dobók, akik egyáltalán nem csavarnak 120–160 km/h közötti dobásaikon.

#### Az ütő csapat célja, pontszerzése
Az ütő játékosnak a dobóval ellentétes kapunál, a kapu előtt kb. 1,5 méterre kell állnia. Ha képes rá, akkor a labdát minél messzebbre kell ütnie: ha sikerül kiütnie a pályáról úgy, hogy az közben nem esik le a földre, akkor csapata 6 pontot kap, ha pedig úgy üti meg, hogy leesik a földre és kigurul vagy kipattan a pályáról, akkor 4 ponttal gazdagodnak. Ha a labda nem megy ki a pályáról, akkor a mezőnyben elhelyezkedő védők célja, hogy visszajuttassák azt a dobósávhoz: amíg ez megtörténik, az ütős csapat két játékosa futva helyet cserélhet. Ez a futás akkor számít sikeresnek, ha a helycsere végén mindkét ütősnek sikerül legalább az ütőjével megérintenie a szemben lévő ütővonalat (a kapuk előtt 1,22 méterre) vagy az amögötti talajt, és ekkor kapnak érte egy pontot. A helycserét addig lehet ismételgetni, ameddig a labda még nem jutott vissza a dobósávba. Ha páratlan számú helycsere történt, akkor az ütőjátékosok végül nem az eredeti helyükre érnek vissza, tehát a másik fog ütni. Ha a labda kiment a pályáról (tehát 4 vagy 6 pontot kap az ütős csapat), akkor hiába futnának a játékosok, azokért a futásokért nem jár külön pont.
Az ütős csapat egyéb módokon, a dobó hibájából is szerezhet pontot. Az ilyen pontokat extrának nevezik, és nem számítanak bele az ütő játékos egyéni statisztikáiba (a végeredmény szempontjából azonban egyenértékűek a „rendes” pontokkal):
- Rossz dobásnak nevezik, ha a dobott labda elkezd gurulni a földön vagy legalább 2-szer megpattan, mielőtt elérné az ütőt, átszáll az ütő feje fölött, a dobó rossz helyről végzi el a dobást vagy a mezőnyjátékosok szabálytalan helyen állnak. Rossz dobásért egy pont jár az ütő csapatnak, sőt, az ütősöknek ekkor is lehetősége van futni, és ezzel is szerezhetnek pontot, ráadásul eközben nem minden módon lehet őket kiejteni (a kiejtés szabályait lásd később).
- Széles dobásnak nevezik, ha nagyon oldalra megy a labda, és a játékvezető úgy ítéli meg, hogy az ütőnek nem volt reális esélye elérni azt. A játékvezetők ennek megítélésekor a teszt típusú versenyben megengedőbbek, a rövidebb mérkőzések esetén szigorúbbak. Széles dobás esetén ugyanúgy egy pont jár a csapatnak, és ugyanúgy futhat az ütős játékos, mint rossz dobásnál.
- Mellé: amikor a dobás nem rossz és nem széles, de a labda nem érinti az ütő játékos egyetlen testrészét vagy tartozékát sem, és nem találja el a kaput, akkor is szerezhetők futások. Ezek „csak” extra pontot érnek.
- Testet érintve mellé: két feltétele van. Az első, hogy az ütős vagy megpróbálja megjátszani a labdát, de nem találja el az ütővel, vagy megpróbálja elkerülni, hogy a labda eltalálja őt. A másik feltétel, hogy a labda érinti a testét, és úgy ítélik meg, hogy ha nem érintette volna, a kaput akkor sem találta volna el a labda.

#### A dobó csapat célja
Eközben a dobó csapat célja az, hogy kiejtse az ütőt. Ha ez sikerül, a dobó játékos statisztikájához (néhány eset kivételével) hozzáadnak egy úgynevezett „kaput”, de a mérkőzésen pont nem jár érte. A kiejtés sokféleképpen sikerülhet:
- Kidobás: Ha az eldobott labda az ütő mögötti kapuról leveri a tetején levő pálcák legalább egyikét (azaz „ledönti a kaput”).
- Elkapás: Ha az egyik mezőnyjátékos, a kapus vagy maga a dobó a levegőben elkapja az elütött labdát, úgy, hogy az az ütés után, de az elkapás előtt nem pattant le a földre.
- Kifutás: Ha a mezőnyjátékosok úgy juttatják vissza az elütött labdát, hogy az leveri a kapu legalább egy pálcáját (ledönti a kaput), miközben az ahhoz a kapuhoz közelebb tartózkodó ütőjátékos az ütővonalon kívül tartózkodik (általában azért, mert futni indult, de még nem érte el a túloldali vonalat).
- Leverés: Ha az ütőjátékos nem kísérel meg futást, de elhagyja az ütővonalat, és eközben a kapus a labdával ledönti a kaput.
- Láb a kapu előtt: Ha az ütő elvéti az ütést, a labda a lábát találja el, de a bíró úgy látta, hogy a labda leütötte volna a kapu pálcáját, ha nem takarta volna az ütőjátékos lába.
- Sajátkapu-döntés: Ha az ütős véletlenül ledönti a saját kapuját.
- Labda kétszeri megütése: Ha az ütős kétszer találja el a labdát úgy, hogy eközben nem a kapuját védi.
- Mezőnyjáték akadályozása: Ha az ütős szándékosan zavarja (akár szavakkal) a mezőnyjátékosokat. Ebbe beletartozik az az eset is, amikor az ütős szándékosan beleér a labdába azzal a kezével, amelyikben nem tart ütőt.
- Időtúllépés: Ha egy új ütősnek kellene bejönnie, de a megadott időn (játékformától függően másfél vagy 3 perc) belül nem foglalja el a helyét.

## Napjaink profi sportja

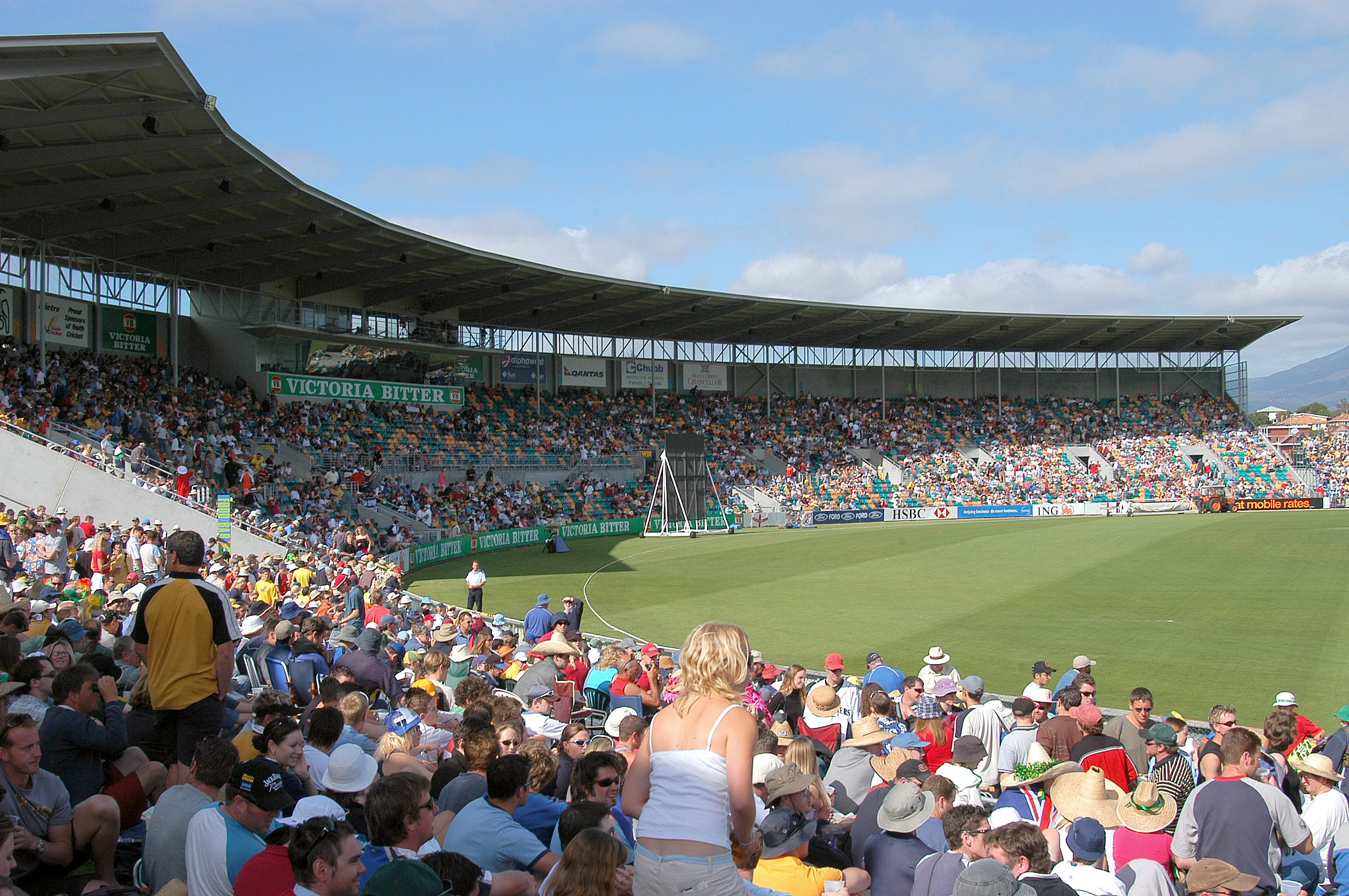
Egy krikettstadion lelátója

A krikett legfőbb irányító testülete a dubaji székhelyű Nemzetközi Krikett-tanács (ICC).
Az ICC három versenytípust ismer el. Bár csak az egyiket hívják „első osztályúnak”, ez a megnevezés megtévesztő, mivel mindhárom versenyformának létezik rendkívül magas, profi szintje.
- A-listás krikett: egy csapat érvényes dobásainak száma korlátozott, 240 és 360 között van (40–60 játszma). Ennek nemzetközi változata az Egynapos Nemzetközi (ODI) verseny, ahol 50 játszma a korlát.
- 20–20 vagy Húsz20: kb. 3 órás („rövidített”) játék kétszer 20 játszmával. Viszonylag új (2003-ban bevezetett[7]) találmány, viszont nagyon népszerű, mert nem annyira hosszúak a mérkőzések.[9]
- Első osztályú krikett. Nincs korlátozva a dobások száma, egy mérkőzés többnapos lehet, az időkorlát 5 nap.[11] Nemzetközi változata a teszt: ezt formátumot tekintik a krikettbajnokságok legmagasabb szintjének. Nem is vehet rajta részt bárki, csak bizonyos válogatottak, akiknek a Nemzetközi Krikett-tanács engedélyezi: 2017-ig ezen csapatok száma 10 volt, ekkor növelték meg 12-re (Afganisztán, Anglia, Ausztrália, Banglades, Dél-Afrika, India, Írország, Karib-térség, Pakisztán, Srí Lanka, Új-Zéland, Zimbabwe).[14]

Az A-listás, tehát ODI formátumú krikettvilágbajnokságot 1975 óta rendezik meg, általában négy évente. A Húsz20-as világbajnokságot 2007 óta tartják, rendszertelen időközönként, néhány évente.
A krikettnek létezik női, fedett pályás, és vakok számára kidolgozott szabályzata is.

### Legsikeresebb csapatok, játékosok

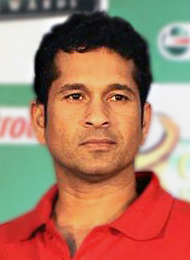
Az indiai Szacsin Tendulkar, a krikett történetének talán legismertebb játékosa

A többi profi sporthoz hasonlóan részletes statisztikákat készítenek a meccsekről és a játékosokról. A legtöbb futást Srí Lanka gyűjtötte India ellen egy négynapos mérkőzésen, 1997-ben: 952-t, míg ellenfele csak 537-et teljesített. A legrövidebb meccsen ugyancsak Srí Lanka verte meg Zimbabwét, akik csak 35 pontot szereztek 2004-ben.
Átlagban a legeredményesebb ütős az ausztrál Don Bradman volt, aki majdnem 100-as ütési átlaggal rendelkezett a teszt krikettben. Szintén rendkívül erős játékos volt Allan Border, aki 156 hosszú meccse alatt 11 174-szer futott, 205 futást csinált 1987-ben Új-Zéland ellen, és átlagosan 50 futást teljesített. Tesztmérkőzésen a kiesés nélküli legtöbb futást, szám szerint 400-at, Brian Lara (Karib-térség) vitte véghez, 2004-ben, Anglia ellen. A legsikeresebb dobó a Srí Lanka-i Muttéja Muralitaran, aki 13-szor dobott ki tíznél több ütőst, és átlagosan 6 ütőst ejtett ki meccsenként, de szintén világhírű dobó volt az ausztrál Shane Warne és az indiai Anil Kumble. James Laker Anglia színeiben 1956-ban kiejtette a teljes ütőscsapatot, (akik összesen csak 53 futást teljesítettek ezalatt), és ugyanez sikerült 2021-ben az új-zélandi Ajaz Patelnek is. A 20. század végének és a 21. század elejének legjobb ütőjátékosa a többszörös világcsúcstartó indiai Szacsin Tendulkar volt.

## A krikett Magyarországon
A krikett Magyarországon sokáig szinte teljesen ismeretlen sport volt, ám ma már a gyorsan fejlődő sportok közé sorolható. 2003 elején alakult Miskolcon a Brit–Magyar Klub, amely e sportággal foglalkozott. 2006 szeptemberében megalakult egy csapat Székesfehérváron, a Comenius Cricket Club, a brit Andy Grieve vezetésével.
2007 nyarán a Magyar Krikettszövetség megalapítását követően megindult az első magyar krikettliga, hat csapat részvételével. A szövetségnek kb. 100 regisztrált játékosa van,[mikor?] köztük nem csak magyar, de Magyarországon élő angol, indiai, pakisztáni, dél-afrikai, ausztrál, skót és malajziai játékosok is.
2007 júniusában először vett részt egy Magyarországot képviselő csapat nemzetközi versenyen, amikor 8 játékos különböző magyarországi csapatokból utazott Bécsbe a Vienna World Cup nevű 6 fős versenyre. A 2008-as szezonban a hazai bajnokság (HCL) 8 csapatosra bővült a következő csapatok részvételével:
Baggy Blues  (Budapest), Comenius Cricket Club  (Székesfehérvár), Dunamenti Kenguruk  (Budapest), Dunabogdány CC (Dunabogdány), Genpact XI (Budapest), Budapest Falcons (Budapest), Royal Tigers CC (Budapest), Phoenix CC (Dunabogdány).
A Magyarországot képviselő válogatott pedig elkönyvelte első hazai győzelmét egy angol csapat ellen. Külföldi, Magyarországon túrázó csapatok egész sora érkezett hazánkba 2008 nyarán emiatt a győzelem miatt.
2010-ben a magyar válogatott nyerte a nyolc ország részvételével Szkopjében rendezett EuroT20 bajnokságot. A döntőben: Magyarország-Oroszország: 166–165.

## Halálos krikettbalesetek
A krikettben sok más sporthoz hasonlóan előfordulnak sérülések, a halálos kimenetelű balesetek azonban igen ritkák. Az első ismert halálos krikettbaleset 1624-ben történt, miután az angol Jasper Vinallt egy mérkőzés közben ellenfele eltalálta az ütővel. A 21. században is volt néhány baleset, ami bejárta a világsajtót: 2013-ban a dél-afrikai Darryn Randall hunyt el, miután szerencsétlenül találta el egy labda, 2014-ben pedig az ausztrál Phillips Hughes ugyancsak egy labdatalálattól vesztette életét.